# Octolasmis mulleri
Octolasmis mulleri är en kräftdjursart. Octolasmis mulleri ingår i släktet Octolasmis och familjen Poecilasmatidae. Inga underarter finns listade i Catalogue of Life.